# Sokanandi
Sokanandi is een bestuurslaag in het regentschap Banjarnegara van de provincie Midden-Java, Indonesië. Sokanandi telt 5566 inwoners (volkstelling 2010).